# Yerseke
Yerseke (Zeelandică: Iese) este un sat în provincia Zeelanda, Țările de Jos. Este situat în comuna Reimerswaal.

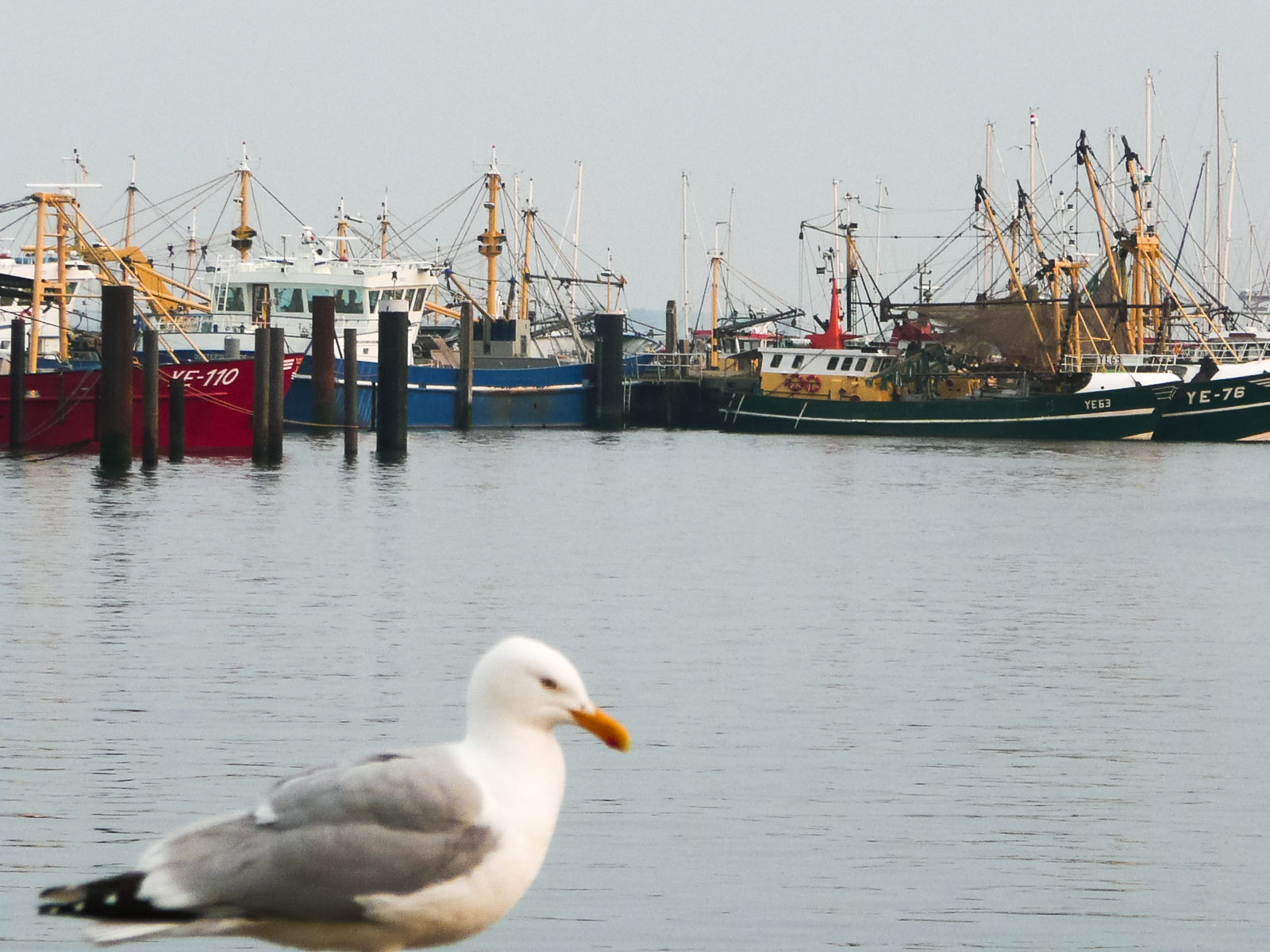
Portul în Yerseke